# Wulff Plinke

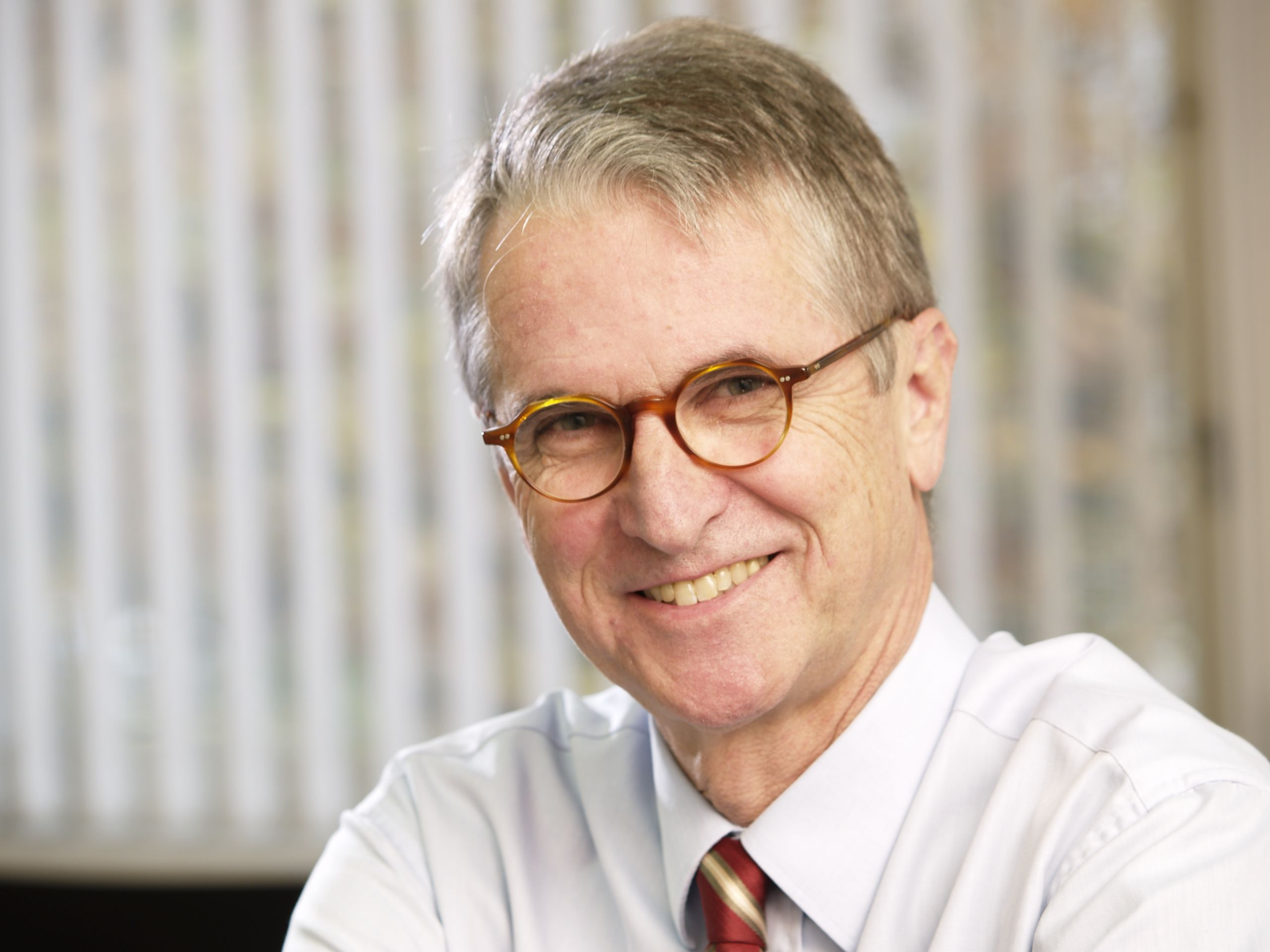
Wulff Plinke

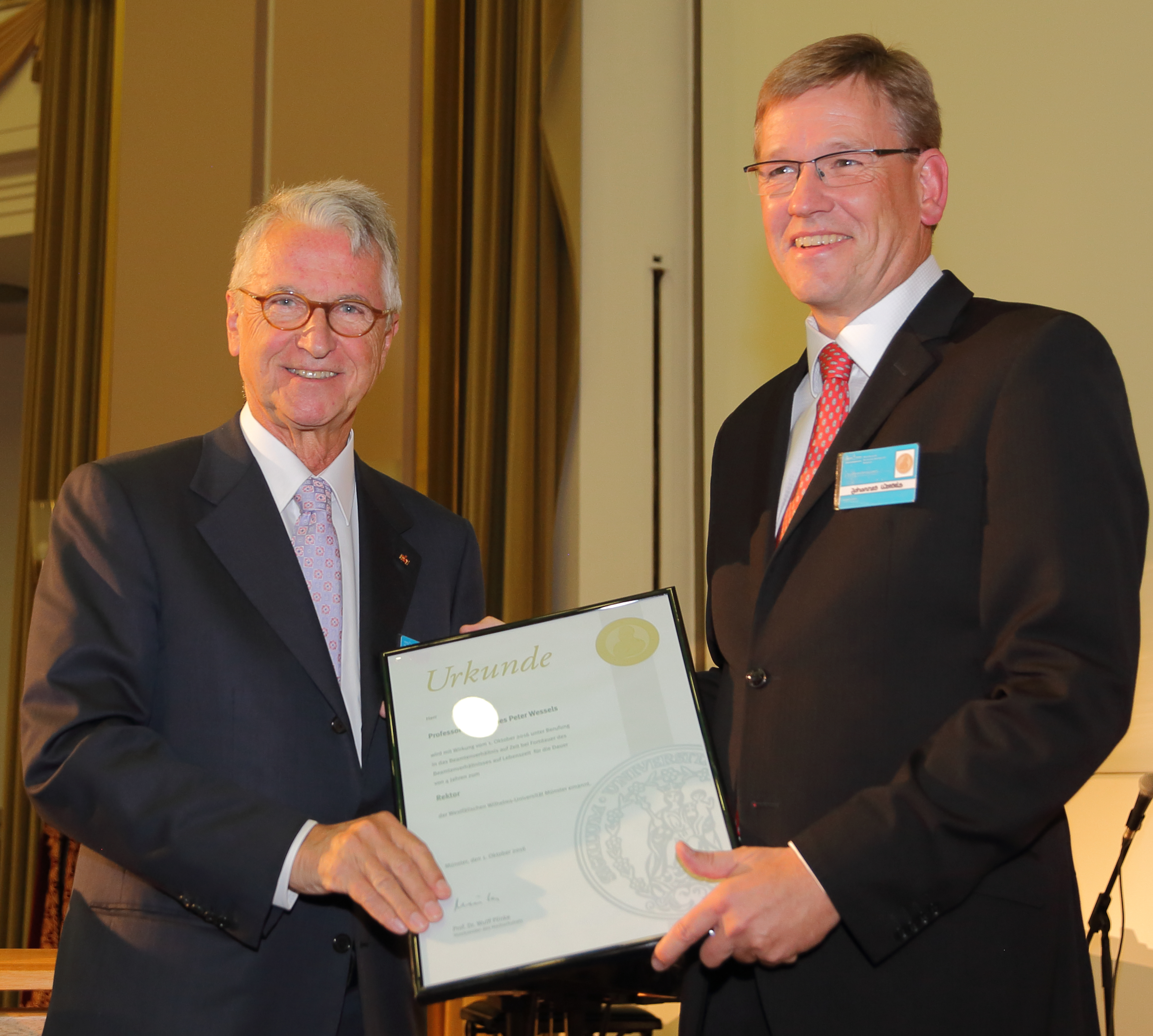
Hochschulratsvorsitzender Wulff Plinke überreicht 2016 dem neuen Rektor der Westfälischen Wilhelms-Universität Münster, Johannes Wessels, die Ernennungsurkunde.

Wulff Plinke (* 4. Oktober 1942 in Braunschweig) ist ein deutscher Wirtschaftswissenschaftler.

## Leben
Wulff Plinke ist der Sohn des kaufmännischen Angestellten Ewald Plinke. Er machte an der Goethe-Schule Bochum das Abitur. Anschließend absolvierte er eine kaufmännische Lehre bei der Deutschen Bank in Bochum. Ab 1964 studierte er Betriebswirtschaftslehre an der Universität zu Köln. Mit einer Arbeit zur Lenkung von Kapitalströmen in dezentralisierten Kreditinstituten wurde er 1972 an der Universität Bochum als Schüler von Werner Hans Engelhardt promoviert. Nach seiner Habilitation 1981 war er als Professor für Betriebswirtschaftslehre an der Gottfried Wilhelm Leibniz Universität Hannover tätig. 1985 wechselte er an die Freie Universität Berlin auf die ordentliche Professur für Allgemeine Betriebswirtschaftslehre und von dort 1993 an die Humboldt-Universität zu Berlin auf den Lehrstuhl für Betriebswirtschaftslehre mit Schwerpunkt Marketing. Von 1993 bis 1996 war Wulff Plinke erster Dekan der Wirtschaftswissenschaftlichen Fakultät der Humboldt-Universität nach der deutschen Wiedervereinigung. Von 1998 bis 2001 war er Vorstandsvorsitzender des Verbands der Hochschullehrer für Betriebswirtschaft e. V. Er war 1995 Mitgründer der Wirtschaftswissenschaftlichen Gesellschaft an der Humboldt-Universität zu Berlin e. V. und ihr stellvertretender Vorstandsvorsitzender bis 2006.
Maßgeblich trug er zur Gründung der privaten European School of Management and Technology bei und war von 2002 bis 2011 deren Gründungsdekan. Seitdem ist er als Nachfolger von Clemens Börsig der Vorstandsvorsitzende der Freunde und Förderer der ESMT e. V., Berlin. Von 2008 bis 2013 war er Mitglied des Hochschulrats der Westfälischen Wilhelms-Universität Münster und von 2013 bis 2018 dessen Vorsitzender.
Zu seinen Forschungsschwerpunkten gehören Unternehmensstrategie in Industriemärkten, marktorientiertes Management, Beziehungsmarketing und Preisgestaltung in Industriemärkten.
Wulff Plinke hat aus erster Ehe zwei Töchter. Seit 1991 ist er mit Andrea Plinke verheiratet. Sie haben eine Tochter.

## Wirken
Plinke hat in seiner Forschung und Lehre innerhalb der Betriebswirtschaftslehre den Schwerpunkt auf das Industrielle Marketing gelegt. Zu diesem Profil gehörte eine ausgeprägte Zusammenarbeit mit Industrieunternehmen als empirischer Basis für Forschung und Lehre. Seine Schriften decken insbesondere die Felder der Preisfindung auf Investitionsgütermärkten, der Multivariaten Analysemethoden (Multivariate Verfahren), des Technischen Vertriebs, der theoretischen Analyse von Geschäftsbeziehungen sowie der marktorientierten Geschäftsstrategien auf industriellen Märkten ab.
Plinke war von 1988 bis 2004 Vorstandsmitglied der Schmalenbach-Gesellschaft für Betriebswirtschaft. Er war Gründer des weiterbildenden Studiums Technischer Vertrieb der Freien Universität Berlin. Als Mitgründer war er von 1988 bis 2003 Geschäftsführer und Wissenschaftlicher Leiter des Instituts für Management und Technologie IMT BERLIN und von 2001 bis 2004 Wissenschaftlicher Direktor und Geschäftsführer des USW Universitätsseminar der Wirtschaft in Erftstadt.
Er war von 2009 bis 2016 Mitglied des Vorstands der Kofi-Annan Business Schools Foundation, Den Haag, und von 2011 bis 2017 Mitglied des Steering Committees der „Deans Across Frontiers“- Initiative der European Foundation for Management Development, Brüssel.

## Ehrungen und Auszeichnungen
- 1994: ordentliches Mitglied der Berlin-Brandenburgischen Akademie der Wissenschaften
- 2000: ordentliches Mitglied der acatech – Deutschen Akademie der Technikwissenschaften
- 2012: Verdienstkreuz 1. Klasse der Bundesrepublik Deutschland, zur Würdigung seiner Tätigkeiten an der Freien Universität und an der Humboldt-Universität zu Berlin sowie bei der Gründung der ESMT Berlin, überreicht durch Wissenschaftsstaatssekretär Knut Nevermann am 15. Januar 2012 in Berlin.[2]
- „Personality of the Year“ Preis der Deutschen Marktforschung 2015 (zusammen mit K. Backhaus, B. Erichson, R. Weiber)
- 2018: Verleihung der Humboldt-Universitätsmedaille zur Würdigung seines langjährigen Engagements für den Wissenschaftsstandort Berlin, überreicht von der HU-Präsidentin Sabine Kunst[3]

## Veröffentlichungen (Auswahl)
- Kapitalsteuerung in Filialbanken. Dissertation. Ruhr-Universität Bochum. Gabler, Wiesbaden 1975.
- Erlösplanung im industriellen Anlagengeschäft. Habilitationsschrift. Ruhr-Universität Bochum. Gabler, Wiesbaden 1985.
- mit K. Backhaus: Rechtseinflüsse auf betriebswirtschaftliche Entscheidungen. Kohlhammer, Stuttgart 1986.
- mit B.P. Utzig: Industrielle Kostenrechnung. 9. Auflage. Springer, Berlin 2020.
- mit K. Backhaus, B. Erichson, R. Weiber: Multivariate Analysemethoden. Eine anwendungsorientierte Einführung. 15. Auflage. Springer, Berlin 2018.

 Als Herausgeber
- Wirtschaftswissenschaft in christlicher Verantwortung. Springer, Berlin 1996.
- mit K. Backhaus, B. Günter, Michael Kleinaltenkamp, H. Raffée: Marktleistung und Wettbewerb. Strategische und operative Perspektiven der marktorientierten Leistungsgestaltung. Gabler, Wiesbaden 1997.
- mit Michael Kleinaltenkamp et al.: Geschäftsbeziehungsmanagement. 2. Auflage. Springer, Wiesbaden 2011.
- mit Michael Kleinaltenkamp et al.: Auftrags- und Projektmanagement. 2. Auflage. Springer, Wiesbaden 2013.
- mit Michael Kleinaltenkamp: Technischer Vertrieb. Grundlagen. 2. Auflage. Springer, Berlin 2000.
- mit Michael Kleinaltenkamp: Strategisches Business-to-Business Marketing. 2. Auflage. Springer, Berlin 2002.
- mit Michael Kleinaltenkamp: Markt- und Produktmanagement. 2. Auflage. Gabler, Wiesbaden 2006.